# Flughafen Lampang

i7
i11
i13
Der Flughafen Lampang (thailändisch ท่าอากาศยานลำปาง, IATA-Code: LPT, ICAO-Code: VTCL)  ist ein Regionalflughafen in der Provinzhauptstadt Lampang der Provinz Lampang in der Nord-Region von Thailand.
Im Oktober 2015 wurde ein neues Terminal eröffnet. Die Zahl der Passagiere hat sich zwischen 2012 und 2015 fast verfünffacht und betrug im letztgenannten Jahr 261.428.